# Bahnstrecke Florac–Sainte-Cécile-d’Andorge
| |                     |                                                     |                                              |
| Streckenlänge: | 49 km               |                                                     |                                              |
| Spurweite: | 1000 mm (Meterspur) |                                                     |                                              |
| |                     |                                                     |                                              |
| \| \| 0,000 \| Florac \| Florac \| \| \| 2,400 \| La Salle-Prunet \| La Salle-Prunet \| \| \| 3,640 \| Viaduc de la Salle-Prunet (über die Mimente) \| Viaduc de la Salle-Prunet (über die Mimente) \| \| \| \| Tunnel de Pont-Manqué \| 86 m \| \| \| \| Tunnel de Casalets \| 39 m \| \| \| 8,028 \| Saint-Julien-d’Arpaon \| Saint-Julien-d’Arpaon \| \| \| \| Tunnel de Fontaine \| 38 m \| \| \| \| Tunnel de Bougès \| 92 m \| \| \| 12,220 \| Les Crozes \| Les Crozes \| \| \| 14,000 \| Tunnel des Crozes \| 73 m \| \| \| 15,590 \| Cassagnas-Barre \| Cassagnas-Barre \| \| \| 20,320 \| Viadukt du Blocard \| Viadukt du Blocard \| \| \| 21,655 \| Le Rouve-Jalcreste \| Le Rouve-Jalcreste \| \| \| 21,920 \| Tunnel de Jalcreste \| 345 m \| \| \| \| Galerie de la Mine \| 49 m \| \| \| \| Tunnel de Castanet \| 92 m \| \| \| 24,500 \| Tunnel de Cros-Malveillac \| 115 m \| \| \| 27,728 \| Saint-Privat-de-Vallongue \| Saint-Privat-de-Vallongue \| \| \| \| Tunnel de la Blacherette \| 90 m \| \| \| 30,200 \| Tunnel d’Espérelles oder de la Vignette \| 264 m \| \| \| 30,500 \| La Vignette \| La Vignette \| \| \| 30,686 \| Viadukt über den Mesmin \| Viadukt über den Mesmin \| \| \| 31,400 \| Tunnel de Soleyret oder de Saint-Frézal-de-Ventalon \| 78 m \| \| \| 31,587 \| Saint-Frézal-de-Ventalon \| Saint-Frézal-de-Ventalon \| \| \| 32,800 \| Viadukt de Cessenades \| Viadukt de Cessenades \| \| \| 35,715 \| Viadukt de Corbières \| Viadukt de Corbières \| \| \| \| Tunnel de Corbières \| 197 m \| \| \| 36,392 \| Saint-Hilaire-de-Lavit \| Saint-Hilaire-de-Lavit \| \| \| \| Tunnel de Mazel oder du Moulin \| 114 m \| \| \| 39,397 \| Saint-Michel-de-Dèze \| Saint-Michel-de-Dèze \| \| \| 42,025 \| Viadukt du Collet-de-Dèze \| Viadukt du Collet-de-Dèze \| \| \| \| Tunnel du Collet-de-Dèze \| 58 m \| \| \| 42,502 \| Le Collet-de-Dèze \| Le Collet-de-Dèze \| \| \| 43,288 \| Viadukt de Servière \| Viadukt de Servière \| \| \| 45,557 \| La Devèze \| La Devèze \| \| \| 45,980 \| Viadukt de la Devèze \| Viadukt de la Devèze \| \| \| 47,500 \| Tunnel de Bramefont \| 82 m \| \| \| 48,405 \| Viadukt de l’Andorge \| Viadukt de l’Andorge \| \| \| \| Cevennenbahn von Clermont-Ferrand \| \| \| \| 48,873 652,544 \| Sainte-Cécile-d’Andorge \| Sainte-Cécile-d’Andorge \| \| \| \| Cevennenbahn nach Nîmes \| \| |                     |                                                     |                                              |
| Kopfbahnhof Streckenanfang (Strecke außer Betrieb) | 0,000               | Florac                                              | Florac                                       |
| Bahnhof (Strecke außer Betrieb) | 2,400               | La Salle-Prunet                                     | La Salle-Prunet                              |
| Brücke über Wasserlauf (Strecke außer Betrieb) | 3,640               | Viaduc de la Salle-Prunet (über die Mimente)        | Viaduc de la Salle-Prunet (über die Mimente) |
| Tunnel (Strecke außer Betrieb) |                     | Tunnel de Pont-Manqué                               | 86 m                                         |
| Tunnel (Strecke außer Betrieb) |                     | Tunnel de Casalets                                  | 39 m                                         |
| Bahnhof (Strecke außer Betrieb) | 8,028               | Saint-Julien-d’Arpaon                               | Saint-Julien-d’Arpaon                        |
| Tunnel (Strecke außer Betrieb) |                     | Tunnel de Fontaine                                  | 38 m                                         |
| Tunnel (Strecke außer Betrieb) |                     | Tunnel de Bougès                                    | 92 m                                         |
| Bahnhof (Strecke außer Betrieb) | 12,220              | Les Crozes                                          | Les Crozes                                   |
| Tunnel (Strecke außer Betrieb) | 14,000              | Tunnel des Crozes                                   | 73 m                                         |
| Bahnhof (Strecke außer Betrieb) | 15,590              | Cassagnas-Barre                                     | Cassagnas-Barre                              |
| Brücke über Wasserlauf (Strecke außer Betrieb) | 20,320              | Viadukt du Blocard                                  | Viadukt du Blocard                           |
| Bahnhof (Strecke außer Betrieb) | 21,655              | Le Rouve-Jalcreste                                  | Le Rouve-Jalcreste                           |
| Tunnel (Strecke außer Betrieb) | 21,920              | Tunnel de Jalcreste                                 | 345 m                                        |
| Tunnel (Strecke außer Betrieb) |                     | Galerie de la Mine                                  | 49 m                                         |
| Tunnel (Strecke außer Betrieb) |                     | Tunnel de Castanet                                  | 92 m                                         |
| Tunnel (Strecke außer Betrieb) | 24,500              | Tunnel de Cros-Malveillac                           | 115 m                                        |
| Bahnhof (Strecke außer Betrieb) | 27,728              | Saint-Privat-de-Vallongue                           | Saint-Privat-de-Vallongue                    |
| Tunnel (Strecke außer Betrieb) |                     | Tunnel de la Blacherette                            | 90 m                                         |
| Tunnel (Strecke außer Betrieb) | 30,200              | Tunnel d’Espérelles oder de la Vignette             | 264 m                                        |
| Haltepunkt / Haltestelle (Strecke außer Betrieb) | 30,500              | La Vignette                                         | La Vignette                                  |
| Brücke über Wasserlauf (Strecke außer Betrieb) | 30,686              | Viadukt über den Mesmin                             | Viadukt über den Mesmin                      |
| Tunnel (Strecke außer Betrieb) | 31,400              | Tunnel de Soleyret oder de Saint-Frézal-de-Ventalon | 78 m                                         |
| Bahnhof (Strecke außer Betrieb) | 31,587              | Saint-Frézal-de-Ventalon                            | Saint-Frézal-de-Ventalon                     |
| Brücke über Wasserlauf (Strecke außer Betrieb) | 32,800              | Viadukt de Cessenades                               | Viadukt de Cessenades                        |
| Brücke (Strecke außer Betrieb) | 35,715              | Viadukt de Corbières                                | Viadukt de Corbières                         |
| Tunnel (Strecke außer Betrieb) |                     | Tunnel de Corbières                                 | 197 m                                        |
| Bahnhof (Strecke außer Betrieb) | 36,392              | Saint-Hilaire-de-Lavit                              | Saint-Hilaire-de-Lavit                       |
| Tunnel (Strecke außer Betrieb) |                     | Tunnel de Mazel oder du Moulin                      | 114 m                                        |
| Bahnhof (Strecke außer Betrieb) | 39,397              | Saint-Michel-de-Dèze                                | Saint-Michel-de-Dèze                         |
| Brücke über Wasserlauf (Strecke außer Betrieb) | 42,025              | Viadukt du Collet-de-Dèze                           | Viadukt du Collet-de-Dèze                    |
| Tunnel (Strecke außer Betrieb) |                     | Tunnel du Collet-de-Dèze                            | 58 m                                         |
| Bahnhof (Strecke außer Betrieb) | 42,502              | Le Collet-de-Dèze                                   | Le Collet-de-Dèze                            |
| Brücke (Strecke außer Betrieb) | 43,288              | Viadukt de Servière                                 | Viadukt de Servière                          |
| Bahnhof (Strecke außer Betrieb) | 45,557              | La Devèze                                           | La Devèze                                    |
| Brücke (Strecke außer Betrieb) | 45,980              | Viadukt de la Devèze                                | Viadukt de la Devèze                         |
| Tunnel (Strecke außer Betrieb) | 47,500              | Tunnel de Bramefont                                 | 82 m                                         |
| Brücke über Wasserlauf (Strecke außer Betrieb) | 48,405              | Viadukt de l’Andorge                                | Viadukt de l’Andorge                         |
| Abzweig ehemals geradeaus und von links |                     | Cevennenbahn von Clermont-Ferrand                   | Cevennenbahn von Clermont-Ferrand            |
| Bahnhof | 48,873 652,544      | Sainte-Cécile-d’Andorge                             | Sainte-Cécile-d’Andorge                      |
| Strecke |                     | Cevennenbahn nach Nîmes                             | Cevennenbahn nach Nîmes                      |

Die Bahnstrecke Florac–Sainte-Cécile-d’Andorge ist eine ehemalige Schmalspurbahn in den östlichen Cevennen im Südosten Frankreichs. Sie wurde von der Compagnie de chemins de fer départementaux, CFD, betrieben.
Der Bau der Strecke begann 1904, Einweihung war am 24. Juli 1909. Ausgehend vom Bahnhof Sainte-Cécile-d’Andorge, wo Anschluss an die Cevennenbahn bestand, verlief die Strecke nach Nord-West, meistens am Nordhang des Tals des Gardon d’Alès, dann im Tal der Mimente. 
Der Betrieb war aufwendig, mehrere große Hangviadukte mussten errichtet werden und die Geschwindigkeiten waren auf Grund der Steigungen und engen Kurvenradien niedrig. Für die 49 km lange Strecke brauchte ein Zug im Eröffnungsjahr 2,5 Stunden. Im Güterverkehr wurden hauptsächlich Holz, Baryt und landwirtschaftliche Produkte befördert. 
Der Betrieb wurde am 31. März 1968 eingestellt. Das Gleisbett und die Viadukte sind erhalten geblieben, es gab Diskussionen über die Errichtung eines Fahrradweges. Mehrere ehemalige Fahrzeuge der CFD sind bei verschiedenen Museumsbahnen in Frankreich im Einsatz.